# Мечеть Угурбейли
Мечеть Угурбейли (азерб. Uğurbəyli məscidi) — мечеть в селе Угурбейли, Бардинского района Азербайджана.

## История
Мечеть Угурбейли построена в одноимённом селе Бардинского района Азербайджана. Дата строительства относится к XIX—началу XX века. В советский период мечеть первоначально использовалась в качестве склада, а затем долгое время оставалась закрытой и пришла в непригодное состояние. Местным жителям пришлось снести старую мечеть и на её месте построить новую.

### Государственная регистрация
Религиозная община мечети Угурбейли прошла регистрацию в Государственном комитете Азербайджанской Республики по работе с религиозными общинами 16 декабря 2009 года под № 100109 АЗ-106.
В министерстве культуры и туризма Азербайджана мечеть прошла регистрацию, как мечеть — архитектурный памятник, под инвентарным номером 4161.

## Описание и архитектура
Мечеть прямоугольной формы, одноэтажная. Купол отсутствует. Кровля крыши покрыта шифером. Пол мечети замощен кирпичом, а внутренние стены отштукатурены. В передней части основного здания мечети есть две входные двери и три окна. Минарет построен отдельно из жженого кирпича и примыкает к задней левой стороне мечети. Его высота 12 метров. Купол минарета также покрыт шифером.
Мечеть ограждена каменным забором высотой около двух метров. Во внутреннем дворе, справа от здания мечети построена тюрбе, шестиугольной формы, с куполом. И сама тюрбе и купол построены из камня.

## См.также
- Ислам в Азербайджане
- Бардинский район